# Acropyga indistincta
Acropyga indistincta é uma espécie de formiga do gênero Acropyga, pertencente à subfamília Formicinae.